# Riós
Riós ist ein Ort und das Verwaltungszentrum einer Gemeinde (municipio) mit 1.407 Einwohnern (Stand: 2024) in der Provinz Ourense in der Autonomen Region (Comunidad Autónoma) Galicien im Nordwesten Spaniens.

## Lage und Klima
Riós liegt etwa 85 km südöstlich von Ourense an der portugiesischen Grenze in einer Höhe von ca. 805 m.
Durch die Gemeinde führt die Autovía A-52.
Das vom Atlantik geprägte Klima ist gemäßigt und nicht selten regnerisch (ca. 1139 mm/Jahr).

## Bevölkerungsentwicklung der Gemeinde
Quelle: INE-Archiv – grafische Aufarbeitung für Wikipedia
Durch Fortzug in die umliegenden Städte ist die Bevölkerung seit den 1950er Jahren stetig gesunken.

## Gemeindegliederung
Die Gemeinde Riós ist in acht Parroquias gegliedert:
| Parroquias         | Patrozinium  | Einwohner 2024 | Fläche km² | Dichte Einw./km² | Höhe msnm | Ortskennzahl |
| ------------------ | ------------ | -------------- | ---------- | ---------------- | --------- | ------------ |
| Castrelo de Abaixo | Santa María  | 61             | 7,85       | 8                | 809       | 32071010000  |
| Castrelo de Cima   | Santa María  | 110            | 15,78      | 7                | 781       | 32071020000  |
| Fumaces e A Trepa  | Santa María  | 219            | 12,49      | 18               | 868       | 32071080000  |
| O Navallo          | San Vicente  | 92             | 11,43      | 8                | 784       | 32071030000  |
| Progo              | San Miguel   | 138            | 18,40      | 8                | 823       | 32071040000  |
| Riós               | Santa María  | 506            | 14,88      | 34               | 804       | 32071050000  |
| Rubiós             | San Pedro    | 39             | 4,44       | 9                | 769       | 32071060000  |
| Trasestrada        | Santo Estevo | 249            | 29,05      | 9                | 880       | 32071070000  |

## Wirtschaft
| Ackerbau, Viehzucht und Fischerei                                                  | 048 | 012,94 |
| Industrie                                                                          | 023 | 06,20  |
| Bauwirtschaft                                                                      | 024 | 06,47  |
| Dienstleistungsbetriebe                                                            | 276 | 074,39 |
| Total                                                                              | 371 | 100,00 |
| * Daten aus dem Statistischen Amt für Wirtschaftliche Entwicklung in Galicien, IGE |     |        |

## Sehenswürdigkeiten

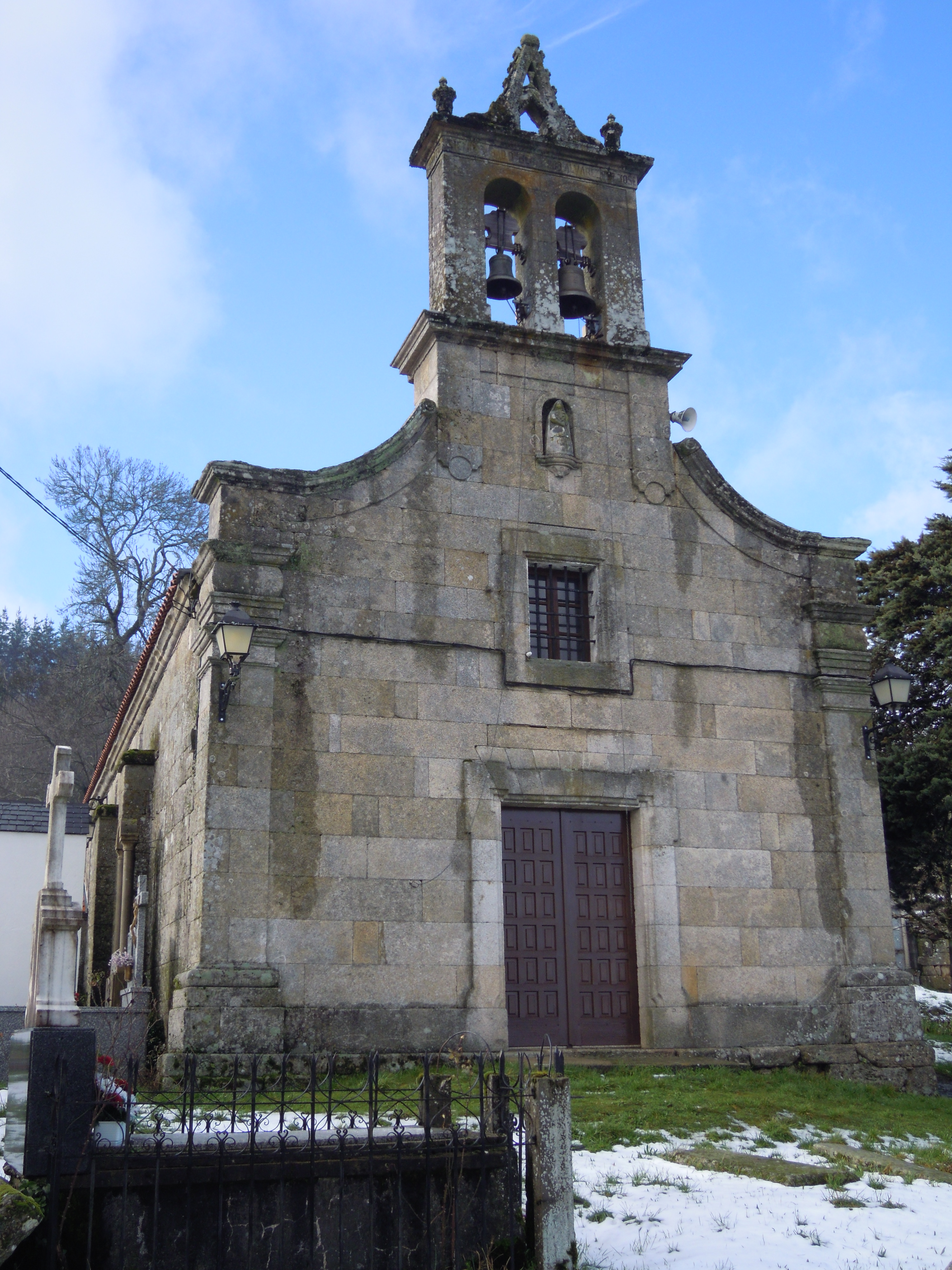
Marienkirche in A Trepa
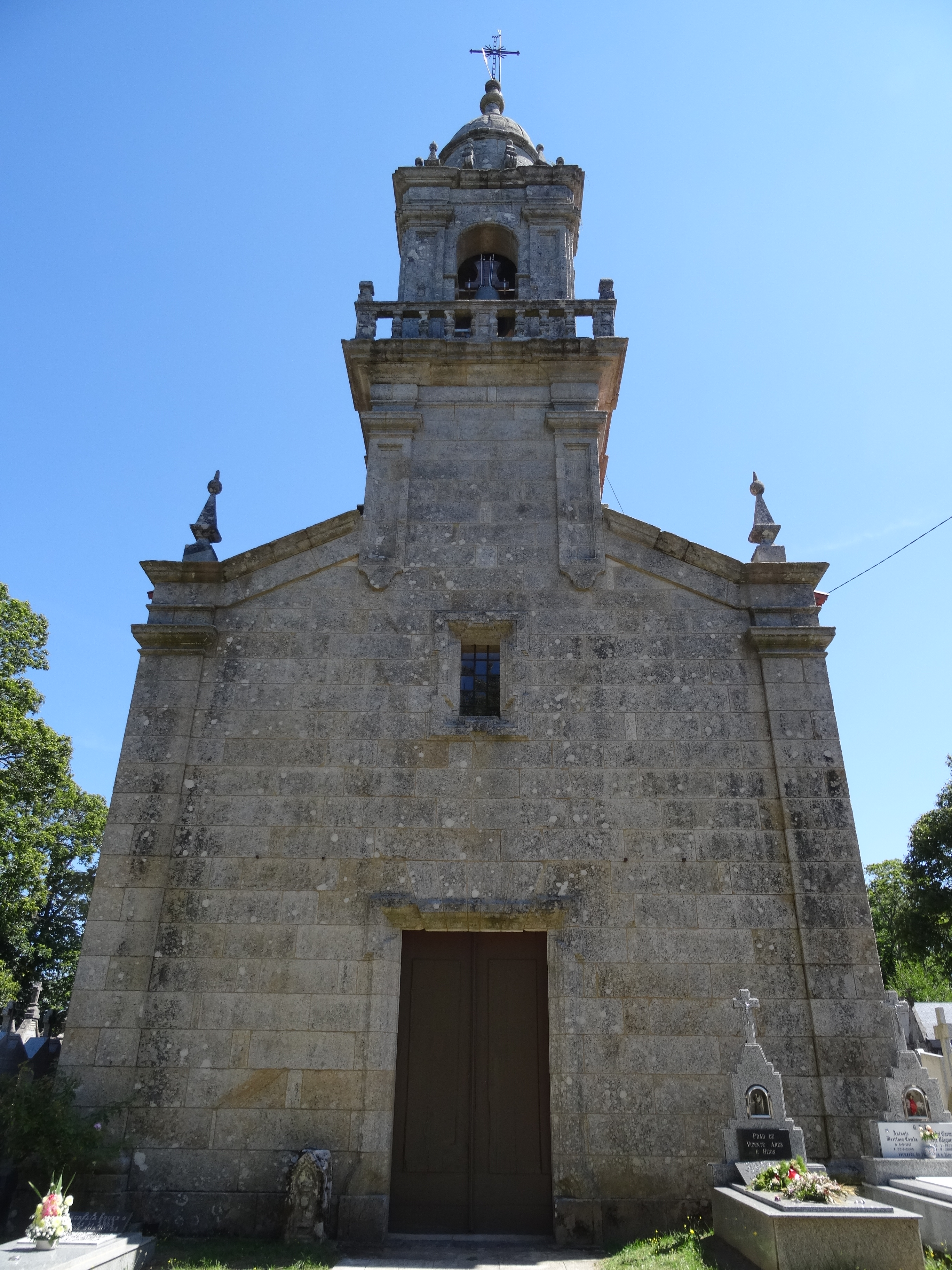
Marienkirche in Ríos
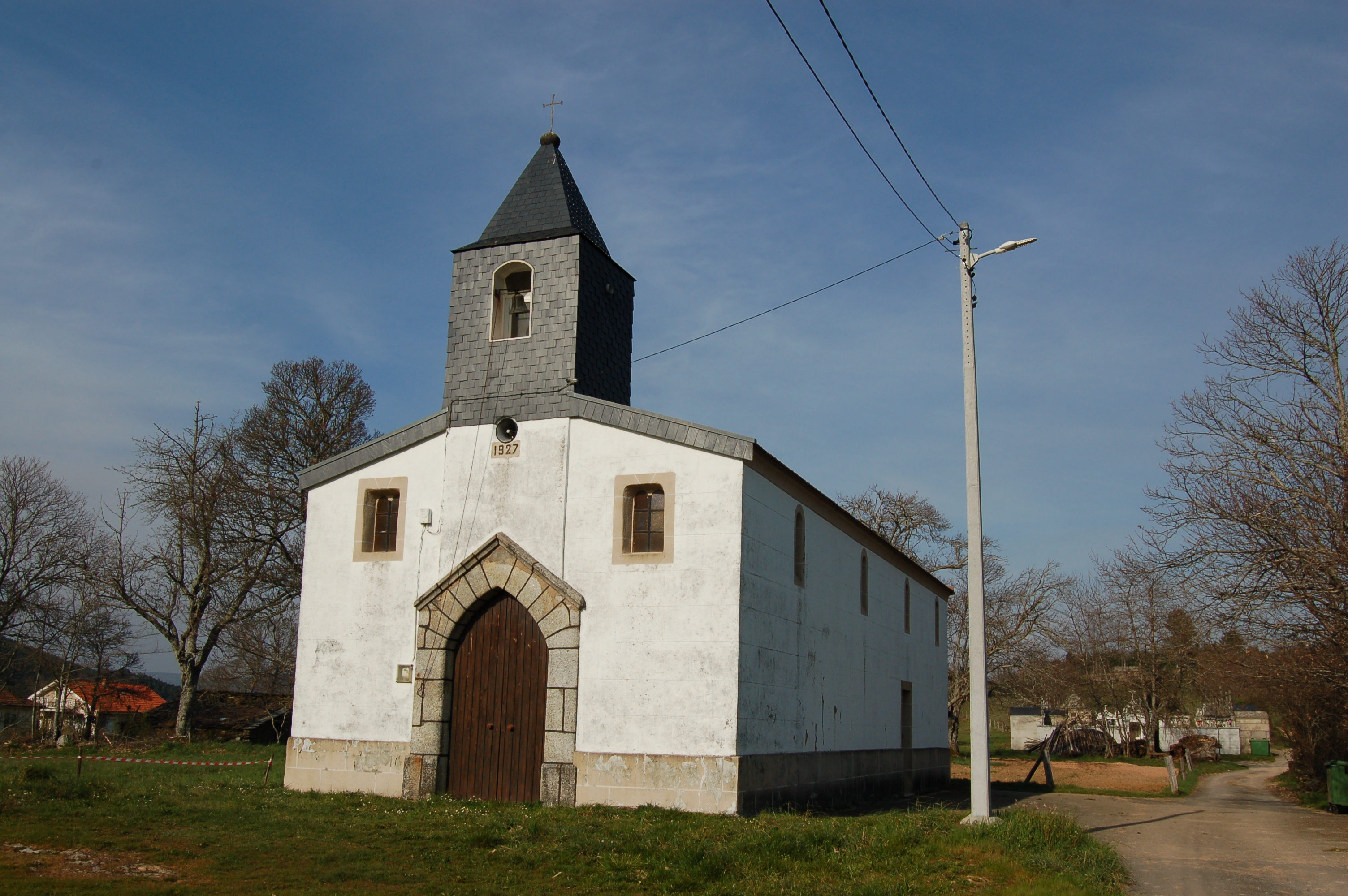
Kirche in El Navallo
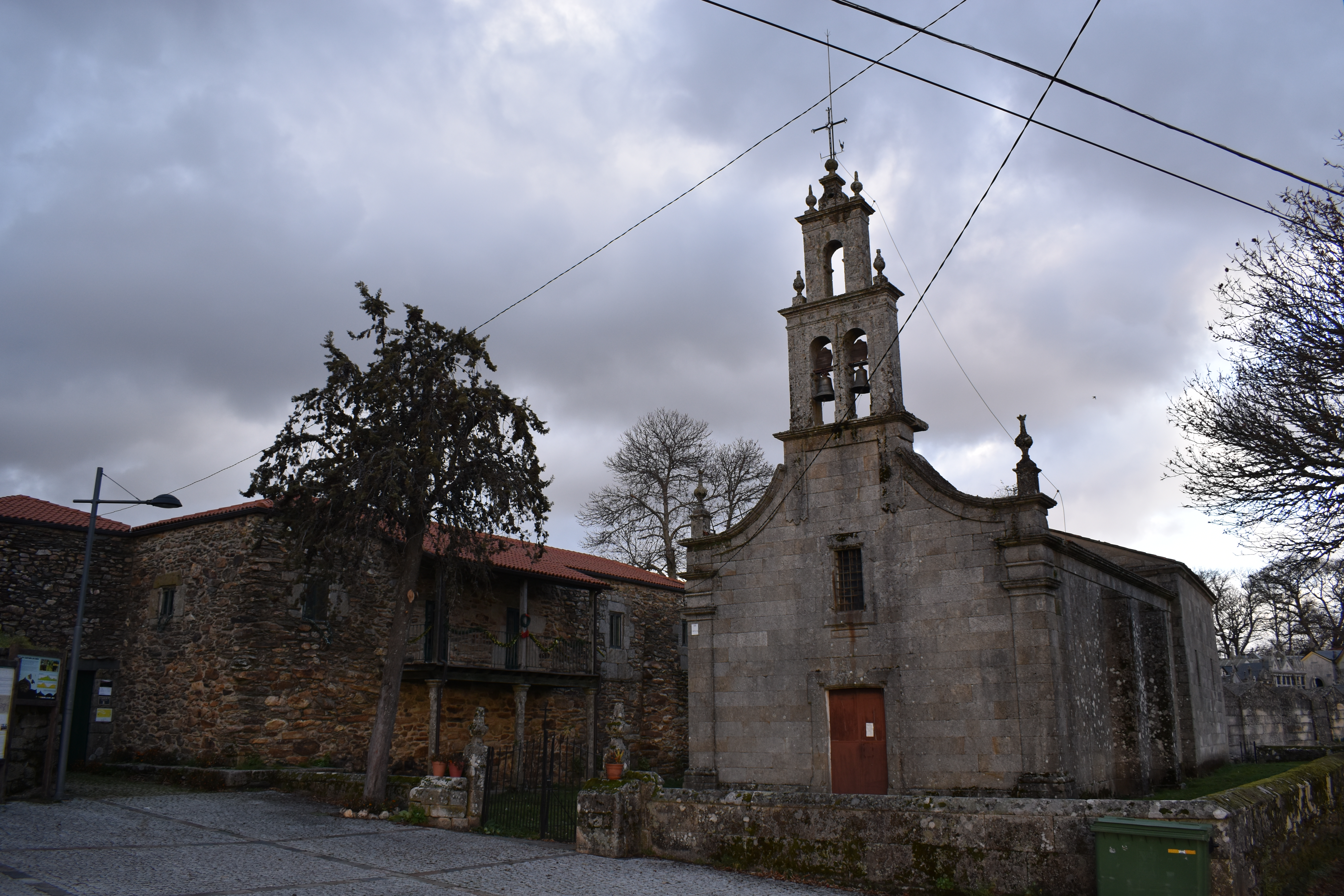
Kirche in Trasestrada
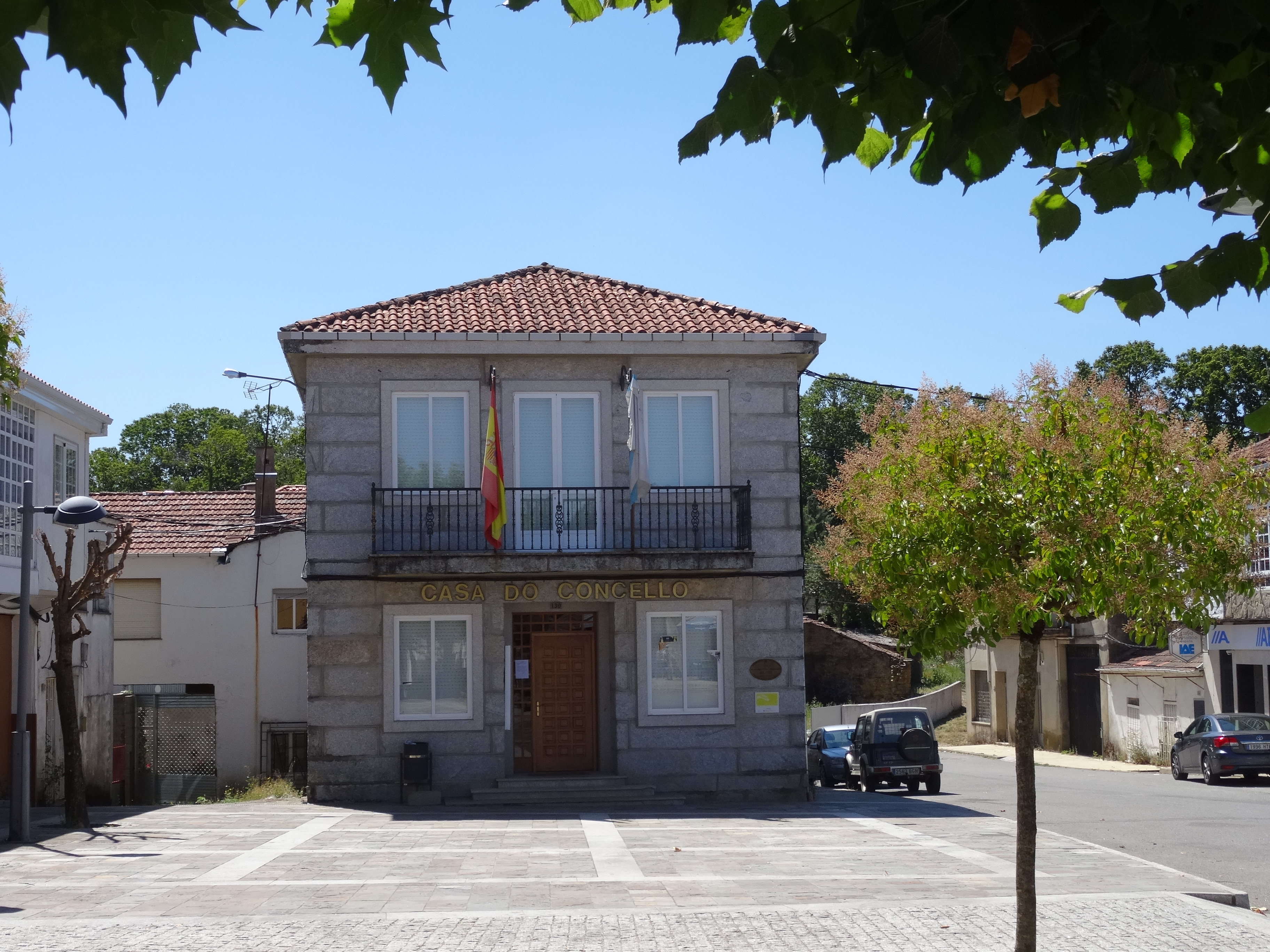
Rathaus

- Marienkirche in A Trepa
- Marienkirche in Ríos
- Kirche von El Navallo
- Kirche von Trasestrada
- Rathaus

## Persönlichkeiten
- Rodolfo Ares (1954–2023), Politiker (PSOE)